# Bachia barbouri
Bachia barbouri (бахія Барбура) — вид ящірок родини гімнофтальмових (Gymnophthalmidae). Ендемік Перу. Вид названий на честь американського герпетолога Томаса Барбура.

## Поширення і екологія
Бахії Барбура мешкають в долинах річок Чінчіпе, Мараньйон і Уткубамба на північному заході Перу. Вони живуть в сухих тропічних лісах, серед опалого листя. Живляться безхребетними, відкладають яйця.